# Siedliszcze (gmina w województwie nowogródzkim)
Siedliszcze (początkowo Siedlisko) – dawna gmina wiejska istniejąca do 1929 roku w woj. nowogródzkim (obecnie na Białorusi). Siedzibą gminy była wieś Siedliszcze (początkowo Siedlisko; 103 mieszk. w 1921 roku).
Początkowo gmina należała do powiatu oszmiańskiego. 12 grudnia 1920 r. została przyłączona do nowo utworzonego powiatu wołożyńskiego pod Zarządem Terenów Przyfrontowych i Etapowych. 19 lutego 1921 r. wraz z całym powiatem weszła w skład nowo utworzonego województwa nowogródzkiego. 22 stycznia 1926 roku gmina została przyłączona do powiatu lidzkiego w tymże województwie. Gminę Siedliszcze zniesiono 11 kwietnia 1929 roku, a jej obszar włączono do gmin Woronowo, Sobotniki, Żyrmuny i Lipniszki.